# Гребий, Матьё
Матьё Гребий (фр. Mathieu Grébille; род. 6 октября 1991 года, Париж) — французский гандболист, играющий на позиции левого полусреднего и выступающий за клуб «Пари Сен-Жермен» и сборную Франции.

## Карьера
Клубная 
Матьё Гребий воспитанник клуба Монпелье. В сезоне 2009/2010 дебютировал за Монпелье. В 2012 году помог стать Монпелье чемпионом Франции. В 2016 году выиграл кубок Франции и кубок Французской лиги.
.
 Сборная 
Матьё Гребий выступает за сборную Франции с 2012 года. Всего за сборную сыграл 26 матчей и забил 49 голов.

## Титулы
- Чемпион Франции: 2010, 2011, 2012
- Кубок Франции: 2010, 2012, 2013, 2016
- Кубок Французской лиги: 2010, 2011, 2012, 2014, 2016
- Победитель Лиги чемпионов ЕГФ: 2018
- Чемпион Мира: 2015
- Чемпион Европы: 2014
- Серебряный призёр Олимпийских игр: 2016

## Статистика
Статистика Матьё Гребилля сезона 2019/20 указана на 9.1.2020.
| Сезон        | Клуб     | Лига           | Матчи | Всего голов | голы 7-метр | Голы с игры |
| ------------ | -------- | -------------- | ----- | ----------- | ----------- | ----------- |
| 2009/10      | Монпелье | LNH Division 1 | 10    | 24          | 2           | 22          |
| 2010/11      | Монпелье | LNH Division 1 | 11    | 18          | 2           | 16          |
| 2011/12      | Монпелье | LNH Division 1 | 13    | 40          | 0           | 40          |
| 2012/13      | Монпелье | LNH Division 1 | 19    | 59          | 0           | 59          |
| 2013/14      | Монпелье | LNH Division 1 | 26    | 84          | 0           | 84          |
| 2014/15      | Монпелье | LNH Division 1 | 19    | 86          | 1           | 85          |
| 2015/16      | Монпелье | LNH Division 1 | 4     | 14          | 0           | 14          |
| 2016/17      | Монпелье | LNH Division 1 | 21    | 84          | 0           | 84          |
| 2018/19      | Монпелье | LNH Division 1 | 23    | 45          | 0           | 45          |
| 2019/20      | Монпелье | LNH Division 1 | 12    | 20          | 0           | 20          |
| 2009—по н.в. | Итого    | LNH Division 1 | 158   | 474         | 5           | 469         |

## Интересные факты
Является правнуком известного французского боксёра, олимпийского чемпиона Роже Мишело.